# Glutathion peroxydase
Pour les articles homonymes, voir GPX.
La glutathion peroxydase (GPx) est une sélénoprotéine ayant fonction d'enzyme, formée de quatre sous-unités contenant chacune un atome de sélénium incorporé dans une molécule de sélénocystéine (dans laquelle le soufre du groupement thiol de la cystéine est remplacé par le sélénium). La glutathion peroxydase est présente dans les liquides extracellulaires et dans les cellules au niveau du cytosol et des mitochondries. Elle assure la transformation des hydroperoxydes organiques, lipidiques notamment, de type ROOH en ROH.

## Réaction
Il va pouvoir lutter contre les radicaux libres qui, s'ils sont en trop grand nombre, vont attaquer et détruire l'ADN.
Les plus dangereux sont le peroxyde d'hydrogène (H2O2), l'ion peroxynitrite et les peroxydes organiques:
GSH représente le monomère réduit du glutathion, et GS-SG représente le disulfure de glutathion oxydé.
La GPx favorise et accélère grandement la réaction suivante :
2 GSH + H2O2 → GS–SG + 2 H2O
Ce qui forme finalement un pont entre deux cystéines, appelé pont cystine ou pont disulfure et deux molécules d'eau
Cela permet de lutter contre les peroxydes organiques :
2 GSH + R-OOH → GS-SG + ROH + H2O
Ce qui forme finalement un pont cystine, un alcool et une molécule d'eau.
La GPx transforme ainsi une molécule toxique en molécules assimilables (eau ou alcool) et évite l'oxydation anarchique du thiol en sulfinate et sulfonate G-SO3H
La glutathion réductase permet ensuite la réduction rapide du glutathion oxydé pour compléter le cycle :
GS–SG + NADPH + H+ → 2 GSH + NADP+

## Histoire
La glutathion peroxydase a été découverte en 1957 par Gordon C. Mills. En 1978, est démontré le rôle de la sélénocystéine, situé dans le site catalytique de la protéine.

### Sensibilité à certains champs électromagnétiques
Les utilisateurs d'appareils à soudure par points (utilisateurs de plus en plus remplacés par des robots-soudeurs dans l'industrie de la construction métallique, automobile et aéronautique notamment) sont exposés à une forme de champs électromagnétique particulier. Des études ont recherché si cela les exposait à des problèmes spécifiques de santé au travail. Selon les données disponibles en 2009, ils ne voient pas leurs taux d'antioxydant sanguin diminuer, mais - à l'intérieur de leurs globules rouges - le taux de glutathion peroxydase ou GPX chute de -12,3% (on a aussi constaté que dans ces mêmes globules, le taux de superoxyde dismutase chute encore plus significativement ; de -22%. Une corrélation significative est en outre démontrée avec l'intensité du champ magnétique. Ce type de champs électromagnétique (ELF-MF) pourrait donc dégrader l'activité antioxydante des globules rouges et agir comme un stress oxydant (même aux niveaux d'exposition recommandés).